# 싱글 페어런츠
《싱글 페어런츠》(영어: Single Parents)는 2018년부터 2020년까지 방영된 미국의 시트콤이다.